# 3-هبتاين
3-هبتاين هو مركب عضوي هيدروكربوني من الألكاينات، صيغته الكيميائية C7H12، ويوجد على شكل سائل عديم اللون في الشروط القياسية.

## التحضير
يمكن أن تتم عملية التحضير من هدرجة المركب غير المشبع 1-هبتن-3-آين، إلا أن هذا التفاعل غير انتقائي، حيث يستحصل على مجموعة من المركبات الأخرى.

## الخواص
يوجد المركب في الشروط القياسية على شكل سائل عديم اللون، يتميز بقابليته للاشتعال؛ وهو غير قابل للامتزاج مع الماء.